# Larrelter Tief
Das Larrelter Tief ist ein künstlich angelegter Wasserlauf auf dem Gebiet der Stadt Emden.

## Lage

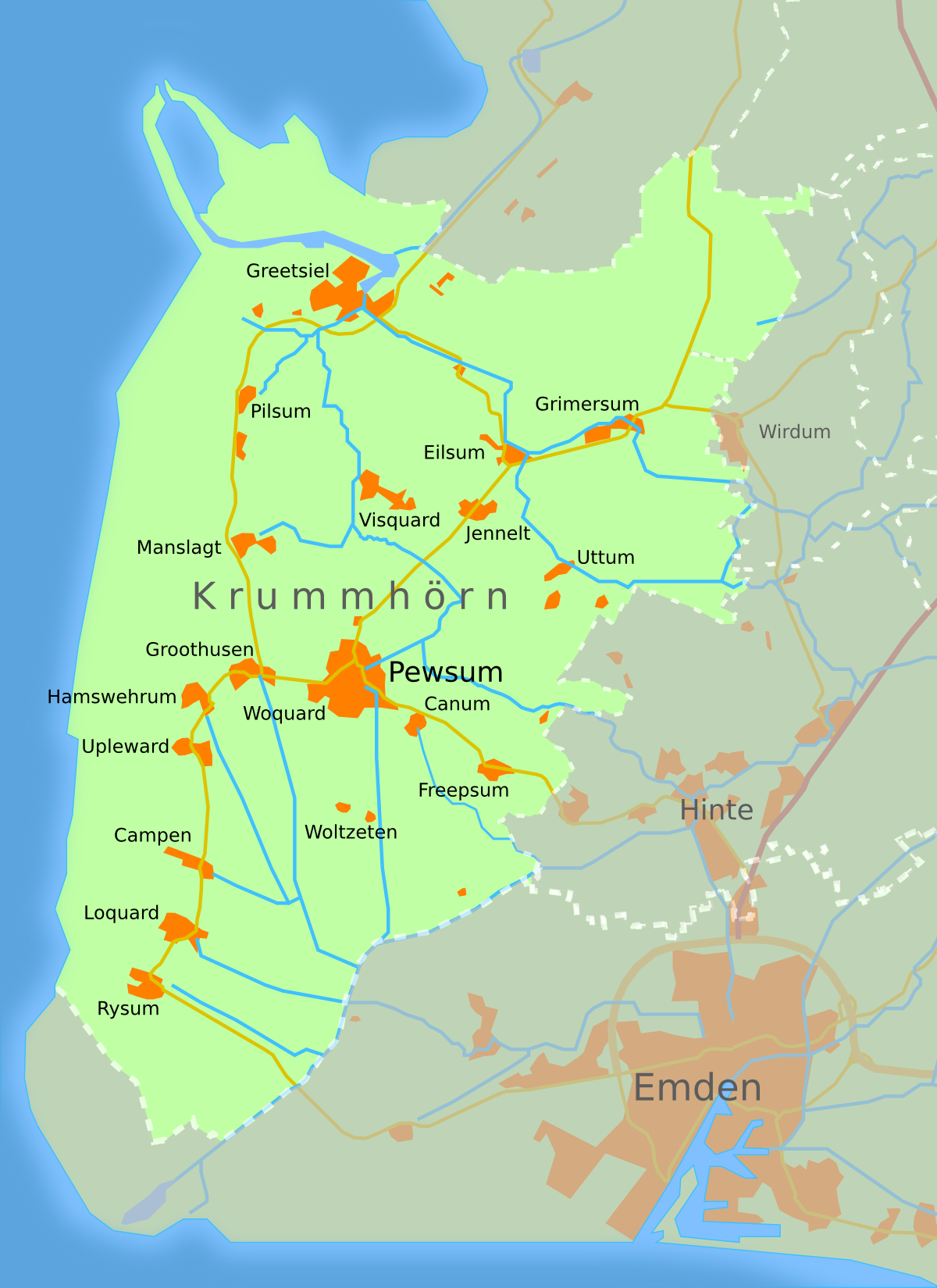
Karte der Region Emden/Hinte/Krummhörn: Das Larrelter Tief verläuft vom Emder Stadtkern nach Westen zum Knockster Tief, das auf einem längeren Abschnitt die Grenze zwischen Emden und der Krummhörn bildet.

Das Larrelter Tief stellt eine Verbindung zwischen dem innerstädtischen Kanalnetz Emdens und dem Knockster Tief dar, einem der Hauptvorfluter für weite Teile des südwestlichen Ostfriesland. Seinen Namen hat es von der Ortschaft Larrelt, heute ein westlicher Stadtteil Emdens. Es verläuft zunächst in westlicher, jenseits von Larrelt dann in nordwestlicher Richtung und mündet nordwestlich von Twixlum ins Knockster Tief, von wo aus wiederum Kanalverbindungen in fast alle Krummhörner Ortschaften bestehen. Eine Besonderheit der Namensgebung ist, dass das Larrelter Tief im Bereich Twixlum zuweilen auch Twixlumer Tief genannt wird.

## Geschichte
Der Kanal wurde bereits ab zirka 1577 angelegt, um eine Verbindung zwischen Emden und dem seinerzeit selbständigen Ort Larrelt zu schaffen, der seinerzeit als Hafenstandort noch eine gewisse Bedeutung hatte. Diese blieb allerdings sehr deutlich hinter derjenigen Emdens zurück. Mit dem Bau verfolgte die Stadt nicht nur den Zweck, eine schiffbare Verbindung in ihr Hinterland zu erhalten, sondern auch, an mehr Binnenwasser für die städtischen Siele zu gelangen. Die Siele hatten seinerzeit nicht nur den Zweck, das Binnenland zu entwässern, sondern dienten zugleich (und dies war für die Stadt über Jahrhunderte der wichtigere Zweck) dazu, den Spülstrom beim Öffnen der Siele für die Freihaltung des Fahrwassers zur Ems zu nutzen.
Jahrhundertelang waren die natürlichen Tiefs und die Entwässerungskanäle, die die Krummhörn in einem dichten Netz durchziehen, der wichtigste Verkehrsträger. Über Gräben und Kanäle waren nicht nur die Dörfer, sondern auch viele Hofstellen mit der Stadt Emden und dem Hafenort Greetsiel verbunden. Besonders der Bootsverkehr mit Emden war von Bedeutung. Dorfschiffer übernahmen die Versorgung der Orte mit Gütern aus der Stadt und lieferten in der Gegenrichtung landwirtschaftliche Produkte: „Vom Sielhafenort transportierten kleinere Schiffe, sog. Loogschiffe, die umgeschlagene Fracht ins Binnenland und versorgten die Marschdörfer (loog = Dorf). Bis ins 20. Jahrhundert belebten die Loogschiffe aus der Krummhörn die Kanäle der Stadt Emden.“
Torf, der zumeist in den ostfriesischen Fehnen gewonnen wurde, spielte über Jahrhunderte eine wichtige Rolle als Heizmaterial für die Bewohner der Krummhörn. Die Torfschiffe brachten das Material auf dem ostfriesischen Kanalnetz bis in die Dörfer der Krummhörn, darunter auch nach Eilsum. Auf ihrer Rückfahrt in die Fehnsiedlungen nahmen die Torfschiffer oftmals Kleiboden aus der Marsch sowie den Dung des Viehs mit, mit dem sie zu Hause ihre abgetorften Flächen düngten.
Das Larrelter Tief hat heute für den Warentransport keinerlei Bedeutung mehr. Jedoch wird es von Wassersportlern (Kanuten, Bootfahrern) in ihrer Freizeit genutzt.